# 川崎市立京町中学校
川崎市立京町中学校（かわさきしりつ きょうまちちゅうがっこう）は、神奈川県川崎市川崎区にある公立中学校。

## 沿革
- 1955年（昭和30年）4月1日 - 川崎市立田島中学校より分離独立、開校[1]。
  - 9月26日 - 第1期工事竣工。
- 1956年（昭和31年）1月19日 - 第2期工事竣工。
- 1961年（昭和36年）12月1日 - 校歌制定（小林純一作詞、磯部俶作曲）。
- 1963年（昭和38年）3月6日 - 鉄筋2教室増築竣工。
- 1967年（昭和42年）12月21日 - 体育館竣工。
- 1977年（昭和52年）3月28日 - 改築第１期工事竣工（普通教室6、特別教室3）。
- 1981年（昭和56年）11月30日 - 鉄筋校舎竣工。
- 1982年（昭和57年）2月2日 -  校舎改築落成式。
- 1985年（昭和60年）3月1日 - 体育館・金工・木工室竣工。
- 1989年（平成元年）4月10日 - プール全面改築工事、格技室新築工事完了。
- 2008年（平成20年）9月26日 - 校舎耐震工事完成。

## 部活動

### 運動部
- 陸上部[2]
- サッカー部
- ソフトテニス部
- バスケットボール部（男子）
- バスケットボール部（女子)
- バレーボール部
- バドミントン部
- 剣道部
- 柔道部
- 相撲部
- 駅伝部

### 文化部
- 吹奏楽部
- 美術部

## 校区
- 川崎市立小田小学校の一部
- 川崎市立浅田小学校の全域

## 交通アクセス
- 東日本旅客鉄道（JR東日本）南武線 川崎新町駅より徒歩14分。

## 著名な出身者
- 木村隼人（プロボクサー）